# Tú sí que vales (Italia) (decima edizione)
La decima edizione del talent show Tú sí que vales è andata in onda ogni sabato in prima serata su Canale 5 dal 23 settembre al 18 novembre 2023 per nove puntate.
Sono confermati i presentatori Martín Castrogiovanni e Alessio Sakara e la riconferma della ballerina Giulia Stabile, stavolta senza Belén Rodríguez (la quale aveva abbandonato il programma), sia i giudici della scorsa edizione, ossia Maria De Filippi, Gerry Scotti e Rudy Zerbi con la new entry Luciana Littizzetto (che è subentrata al posto di Teo Mammucari), sia Sabrina Ferilli nella giuria popolare per la quinta edizione consecutiva. È stato riconfermato anche il personaggio di Giovannino, un omino in mantello rosso e con la faccia truccata in blu interpretato da Giovanni Iovino. Le registrazioni si sono svolte sempre presso lo studio 8 del Centro Titanus Elios di Roma dal 10 luglio al 5 settembre 2023, con la scelta di tutti i finalisti che si giocano la finale nell'ultima puntata in diretta. In quest'edizione lo sponsor è diventato Air Action.
Una delle novità di quest'edizione è stata la presenza di una piccola clessidra posseduta da ciascuno dei giudici: se un concorrente non riesce a passare il turno, ma è ritenuto particolarmente meritevole da parte di uno dei giudici, riceverà da parte sua la clessidra e otterrà una seconda possibilità, a condizione che la nuova esibizione avvenga nel corso della stessa puntata e ottenga il 100% delle valutazioni positive.
L'edizione è stata vinta dal violinista Samuele Palumbo, che si è aggiudicato il montepremi di 100000 €.

## Audizioni
Legenda:
     Il concorrente è in finale
     Concorrenti appartenenti alla Scuderia Scotti

### Prima puntata
La prima puntata di Audizioni è andata in onda il 23 settembre 2023. I concorrenti ammessi in questa puntata sono:
| Nome artista       | Genere                           | Voto dei giudici | Voto della giuria popolare |
| ------------------ | -------------------------------- | ---------------- | -------------------------- |
| Tontonballons      | Scultori con i palloncini        | 4 vale           | 98% positivo               |
| Enzo Weyne         | Illusionista                     | 4 vale           | 100% positivo              |
| Troupe Zola        | Acrobati                         | 4 vale           | 96% positivo               |
| Simone Cassano     | Ballerino                        | 3 vale           | 69% positivo               |
| Ramadhani Brothers | Atleti di mano a mano            | 4 vale           | 97% positivo               |
| Killer Boogie      | Ballerini                        | 4 vale           | 88% positivo               |
| Taxi Garage        | Piloti di kart                   | 4 vale           | 59% positivo               |
| Giulia Catena      | Bambina cantante e ventriloqua   | 4 vale           | 97% positivo               |
| Sophia             | Robot                            | 4 vale           | 70% positivo               |
| Horse the Nasty    | Resiste a prove di dolore fisico | 3 vale           | 86% negativo               |
| Ranaway            | Band                             | 4 vale           | 96% positivo               |
| Enzo Pebre         | Acrobata                         | 4 vale           | 99% positivo               |
| Anton Hoopster Guy | Artista con gli hula hoop        | 4 vale           | 93% positivo               |
| Bande Artistique   | Musicisti comici                 | 4 vale           | 55% positivo               |
| Sato Triplets      | Ballerini acrobatici             | 3 vale           | 91% positivo               |
| Christian Panico   | Cantante                         | 2 vale           | 83% positivo               |
| Yllana             | Comici                           | 4 vale           | 76% negativo               |

- Il primo finalista di questa edizione è il mago Enzo Weyne.
- L'Associazione Albergo Etico è stata ospite della puntata.

### Seconda puntata
La seconda puntata di Audizioni è andata in onda il 30 settembre 2023. I concorrenti ammessi in questa puntata sono:
| Nome artista          | Genere                              | Voto dei giudici | Voto della giuria popolare                 |
| --------------------- | ----------------------------------- | ---------------- | ------------------------------------------ |
| Compagnia Primât      | Pole dancers                        | 4 vale           | 100% positivo                              |
| Strongmen             | Simulatore di montagne russe        | 4 vale           | 79% positivo                               |
| Tonino Cristiano      | Anziano batterista                  | 4 vale           | 89% positivo                               |
| Marco Basile          | Cantante                            | 4 vale           | 95% positivo                               |
| Duo Vita              | Acrobati                            | 4 vale           | 100% positivo                              |
| Salvatore Miraglia    | Mangia ricci di mare interi         | 1 vale           | 94% positivo                               |
| Ramon e Kat Kathriner | Equilibristi e acrobati con la moto | 4 vale           | 97% positivo                               |
| Kozo                  | Comico                              | 4 vale           | 91% negativo                               |
| Diego, Liam e Filippo | Bambini ginnasti                    | 4 vale           | 95% positivo                               |
| Tobias Wegner         | Mimo                                | 4 vale           | 90% positivo                               |
| Alessandra Chillemi   | Breakdancer                         | 4 vale           | 92% positivo                               |
| Messoudi Brothers     | Giocolieri                          | 4 vale           | 82% positivo (100% con il Bonus Clessidra) |
| Mario Forlano         | Cantante e ballerino comico         | 4 vale           | 89% positivo                               |
| Zeno Sputafuoco       | Fachiro                             | 3 vale           | 70% negativo                               |
| Maxence Vire          | Illusionista                        | 4 vale           | 51% negativo                               |
| Acquamen              | Acrobati                            | 4 vale           | 96% positivo                               |

- I secondi finalisti di questa edizione sono il Duo Vita, coppia di acrobati con il cerchio.
- I terzi finalisti di questa edizione sono i giocolieri Messoudi Brothers, che hanno sfruttato il Bonus Clessidra offerto da Maria De Filippi.

### Terza puntata
La terza puntata di Audizioni è andata in onda il 7 ottobre 2023. I concorrenti ammessi in questa puntata sono:
| Nome artista                     | Genere                        | Voto dei giudici | Voto della giuria popolare                 |
| -------------------------------- | ----------------------------- | ---------------- | ------------------------------------------ |
| Igor e Riccardo                  | Attori                        | 3 vale           | 75% positivo                               |
| Close-Act Theatre                | Circensi trampolieri          | 4 vale           | 90% positivo                               |
| Neri Pieraccini                  | Cavaliere                     | 4 vale           | 79% positivo                               |
| Duo Artur & Esmira               | Acrobati                      | 4 vale           | 100% positivo                              |
| Duo Forza                        | Comici                        | 4 vale           | 63% negativo                               |
| Fabio Piacentini                 | Cantante                      | 4 vale           | 99% positivo                               |
| Joey e Rina                      | Coreografi di balli di gruppo | 4 vale           | 84% positivo                               |
| Beatrice Tassone                 | Fumettista disabile           | 4 vale           | 93% positivo                               |
| Alex Caulfield                   | Ginnasta e acrobata comico    | 4 vale           | 91% positivo                               |
| Shu Takada                       | Giocoliere con lo yo-yo       | 4 vale           | 99% positivo                               |
| Rino Restivo                     | Piegamenti sulle braccia      | 4 vale           | 67% positivo                               |
| Giulia Baldassarre e Dario Negro | Cavalieri                     | 4 vale           | 60% positivo                               |
| Les French Twins                 | Illusionisti informatici      | 4 vale           | 98% positivo (100% con il Bonus Clessidra) |
| Valeria Bonalume                 | Pole dancer                   | 4 vale           | 90% positivo                               |
| Francesco Cazzolla               | Cantante a testa in giù       | 2 vale           | 86% positivo                               |
| Anna Confetti Company            | Comiche                       | 4 vale           | 52% positivo                               |

- I quarti finalisti di questa edizione sono il Duo Artur & Esmira, coppia di acrobati.
- I quinti finalisti di questa edizione sono Les French Twins, illusionisti informatici che hanno sfruttato il Bonus Clessidra offerto da Luciana Littizzetto.

### Quarta puntata
La quarta puntata di Audizioni è andata in onda il 14 ottobre 2023. I concorrenti ammessi in questa puntata sono:
| Nome artista                         | Genere                       | Voto dei giudici | Voto della giuria popolare                |
| ------------------------------------ | ---------------------------- | ---------------- | ----------------------------------------- |
| Jay Lewis                            | Ninja warrior                | 4 vale           | 98% positivo                              |
| Leonardo Congiu                      | Bambino illusionista         | 4 vale           | 92% positivo                              |
| Duo Paradise                         | Atleti di mano a mano        | 4 vale           | 100% positivo                             |
| Mandy Muden                          | Illusionista comica          | 4 vale           | 76% positivo                              |
| Alberto e Arielle                    | Pole dancer e ballerina      | 4 vale           | 92% positivo                              |
| Wrestling Megastars                  | Wrestlers                    | 3 vale           | 88% negativo                              |
| Alessia Tavian                       | Cantante                     | 4 vale           | 96% positivo (97% con il Bonus Clessidra) |
| Cosimo Zecca e Claudio Valentini     | Bowling itinerante           | 4 vale           | 73% positivo                              |
| Amoukanama                           | Acrobati                     | 4 vale           | 97% positivo                              |
| Amedeo Abbate                        | Comico                       | 4 vale           | 84% positivo (93% con il Bonus Clessidra) |
| Francesca, Simone, Daniela e Michele | Ballerini                    | 4 vale           | 99% positivo                              |
| Massimo Cammarata                    | Ballerino                    | 2 vale           | 84% positivo                              |
| Richter Troupe                       | Acrobati su tappeti elastici | 4 vale           | 95% positivo                              |
| Trinh Tra My                         | Acrobata e fachira           | 4 vale           | 97% positivo                              |
| Jean-Philippe Deltell                | Salta la corda               | 2 vale           | 77% positivo                              |
| Barcelona Guitar Trio                | Chitarristi                  | 4 vale           | 87% positivo                              |
| Italo Arienti                        | Anziano atleta               | 1 vale           | 75% positivo                              |
| GDS Mega                             | Crew                         | 4 vale           | 94% positivo                              |

- I sesti finalisti di questa edizione sono il Duo Paradise, coppia di atleti di mano a mano.

### Quinta puntata
La quinta puntata di Audizioni è andata in onda il 21 ottobre 2023. I concorrenti ammessi in questa puntata sono:
| Nome artista              | Genere                             | Voto dei giudici | Voto della giuria popolare |
| ------------------------- | ---------------------------------- | ---------------- | -------------------------- |
| Samuele Palumbo           | Bambino violinista                 | 4 vale           | 100% positivo              |
| Mustafa Danguir Troupe    | Equilibristi                       | 4 vale           | 99% positivo               |
| Mario Lopez               | Illusionista comico                | 4 vale           | 89% positivo               |
| Sorriso Riviera ASD Onlus | Giocatori di bocce disabili        | 4 vale           | 99% positivo               |
| Mystery of Gentlemen      | Acrobati                           | 4 vale           | 100% positivo              |
| Les Sancho                | Crew                               | 4 vale           | 97% positivo               |
| Giulia Pari               | Atleta di braccio di ferro         | 4 vale           | 92% positivo               |
| Lindsay Benner            | Escapologa comica                  | 4 vale           | 54% positivo               |
| Tammy                     | Acrobata e giocoliera con il fuoco | 4 vale           | 99% positivo               |
| Claudio Casolaro          | Cantante                           | 1 vale           | 90% positivo               |
| Mitchell Zeidwig          | Pianista comico                    | 4 vale           | 92% positivo               |
| Vol Au Vent               | Acrobate                           | 4 vale           | 97% positivo               |
| Alessia Gandolfo          | Ballerina                          | 4 vale           | 99% positivo               |

- Il settimo finalista di questa edizione è Samuele Palumbo, giovane violinista.
- Gli ottavi finalisti di questa edizione sono gli acrobati Mystery of Gentlemen.
- Le squadre operative di soccorso dei Vigili del fuoco sono state ospiti della puntata.
- Ambra Sabatini è stata ospite della puntata.
- Carlotta e Marco, addestratori, sono stati ospiti della puntata con il loro cane cieco Marley.

### Sesta puntata
La sesta puntata di Audizioni è andata in onda il 28 ottobre 2023. I concorrenti ammessi in questa puntata sono:
| Nome artista          | Genere                          | Voto dei giudici | Voto della giuria popolare                |
| --------------------- | ------------------------------- | ---------------- | ----------------------------------------- |
| The Hoopers           | Cestisti acrobatici             | 4 vale           | 99% positivo                              |
| Dimitry Politov       | Pole dancer                     | 4 vale           | 100% positivo                             |
| Hojin Yu              | Illusionista                    | 4 vale           | 88% positivo                              |
| Margherita e Carlotta | Inventrici di gioco da tavolo   | 4 vale           | 86% positivo                              |
| Verge Aero            | Coreografia con droni           | 4 vale           | 93% positivo                              |
| Natan Colibazzi       | Bambino atleta di parkour e MMA | 4 vale           | 79% positivo                              |
| Sam Goodburn          | Monociclista comico             | 4 vale           | 92% positivo                              |
| Spyros Bros           | Giocolieri con diablo           | 4 vale           | 97% positivo                              |
| Fresh 'N' Clean       | Crew                            | 4 vale           | 99% positivo                              |
| Stefano Nobile        | Comico                          | 4 vale           | 78% negativo                              |
| Showproject           | Ginnasti                        | 4 vale           | 94% positivo                              |
| Aurora Frisini        | Cantante con traduzione in LIS  | 4 vale           | 96% positivo (99% con il Bonus Clessidra) |
| Danny ZZZZ            | Escapologo                      | 4 vale           | 66% positivo                              |
| Urbancrew             | Crew acrobatica                 | 4 vale           | 99% positivo                              |
| Daniel Oldaker        | Comico                          | 3 vale           | 51% positivo                              |
| Rocco Angelino        | Cantante                        | 1 vale           | 91% positivo                              |
| La Famiglia Palmeri   | Musicisti                       | 4 vale           | 99% positivo                              |
| Aidan Bryant          | Acrobata                        | 4 vale           | 97% positivo                              |

- Il nono finalista di questa edizione è il pole dancer Dimitry Politov.

### Settima puntata
La settima puntata di Audizioni è andata in onda il 4 novembre 2023. I concorrenti ammessi in questa puntata sono:
| Nome artista             | Genere                            | Voto dei giudici | Voto della giuria popolare                 |
| ------------------------ | --------------------------------- | ---------------- | ------------------------------------------ |
| Tokikaku                 | Comico                            | 4 vale           | 51% positivo                               |
| Atrhur Cadre             | Ballerino e illusionista          | 4 vale           | 75% positivo                               |
| Laser Kiwi               | Performers con il Jenga           | 4 vale           | 77% positivo                               |
| The Lyon Black           | Atleta                            | 4 vale           | 55% negativo                               |
| Alessio Zucaro           | Gestore di luna park              | 4 vale           | 69% positivo                               |
| Johannes Stoetter        | Body painter                      | 4 vale           | 94% positivo                               |
| Martin Ghiglia           | Ragazzo Illusionista              | 4 vale           | 72% positivo                               |
| RCC Aruba                | Acrobati                          | 4 vale           | 75% positivo                               |
| Danilo Balzanelli        | Cantante                          | 4 vale           | 90% positivo                               |
| Danilo Alvino            | Acrobata comico                   | 4 vale           | 96% positivo                               |
| Luizaga Brothers         | Ballerini di tango                | 4 vale           | 96% positivo                               |
| Duo Just Two Men         | Acrobati                          | 4 vale           | 98% positivo (100% con il Bonus Clessidra) |
| Unisphere                | Football freestylers              | 4 vale           | 95% positivo                               |
| Marco Scoma              | Maestro di seduzione              | 3 vale           | 80% negativo                               |
| Emanuele e Alessio Bruno | Atleti di judo                    | 4 vale           | 90% positivo                               |
| 360 Allstars             | Musicisti e atleti di sport misti | 4 vale           | 98% positivo                               |

- I decimi finalisti di questa edizione sono il duo di acrobati Just Two Men, che hanno sfruttato il Bonus Clessidra offerto da Gerry Scotti.
- Fabio Incorvaia è stato ospite della puntata presentando la sua attività di moto d'acqua per ragazzi disabili.

### Ottava puntata
L'ottava puntata di Audizioni è andata in onda l'11 novembre 2023. I concorrenti ammessi in questa puntata sono:
| Nome artista                | Genere                                   | Voto dei giudici | Voto della giuria popolare |
| --------------------------- | ---------------------------------------- | ---------------- | -------------------------- |
| Ray e Corinne Wold          | Anziani lanciatori di coltelli           | 4 vale           | 78% positivo               |
| Peterland                   | Roller e BMX freestylers                 | 4 vale           | 98% positivo               |
| Darcy Oake                  | Illusionista                             | 4 vale           | 82% positivo               |
| Luis e Fanny                | Acrobati                                 | 4 vale           | 93% positivo               |
| Pietro Failla               | Ballerino                                | 2 vale           | 85% positivo               |
| Duo Full House              | Giocolieri comici                        | 4 vale           | 88% positivo               |
| Carlos Habiague             | Cantante                                 | 4 vale           | 91% positivo               |
| Danilo e Riccardo           | Comici                                   | 4 vale           | 53% negativo               |
| Ada, Anselmi e Armas        | Atleti di mano a mano e musicista comici | 3 vale           | 84% positivo               |
| Retrorunning Atletica Zocca | Corridori all'indietro                   | 4 vale           | 57% negativo               |
| Urban Verbunk               | Percussionisti corporei                  | 4 vale           | 77% positivo               |

- Gianpietro Ghidini è stato ospite della puntata presentando la sua associazione di sostegno giovanile Ema Pesciolino Rosso, intitolata al figlio Emanuele, tragicamente scomparso nel 2013.

Al termine della puntata c'è stata una mini-semifinale per decretare 4 dei finalisti: i concorrenti si sono sfidati a coppie e per ogni sfida i giudici hanno deciso chi far passare in Finale; di seguito le sfide (in verde i concorrenti promossi e in rosso quelli eliminati).
| Primo sfidante   | Secondo sfidante   | Voti dei giudici |
| ---------------- | ------------------ | ---------------- |
| Fresh 'N' Clean  | Ramadhani Brothers | 2-3              |
| Showproject      | Aurora Frisini     | 3-2              |
| Tonino Cristiano | Enzo Pebre         | 2-3              |
| Amedeo Abbate    | Amoukanama         | 4-1              |

All'inizio della Finale, sono stati annunciati i sedici finalisti dell'edizione, rendendo noto che il Duo Artur & Esmira e Dimitry Politov, precedentemente selezionati, non avrebbero preso parte alla finale; i posti rimanenti sono stati successivamente assegnati a:
| Nome artista     |
| ---------------- |
| Giulia Catena    |
| Fabio Piacentini |
| Fresh 'N' Clean  |
| Tonino Cristiano |

## Finale
| Nome artista         | Genere                         |
| -------------------- | ------------------------------ |
| Enzo Weyne           | Illusionista                   |
| Duo Vita             | Acrobati                       |
| Messoudi Brothers    | Giocolieri e spogliarellisti   |
| Les French Twins     | Illusionisti informatici       |
| Duo Paradise         | Atleti di mano a mano          |
| Samuele Palumbo      | Bambino violinista             |
| Mystery of Gentlemen | Acrobati                       |
| Duo Just Two Men     | Acrobati                       |
| Ramadhani Brothers   | Atleti di mano a mano          |
| Showproject          | Ginnasti                       |
| Enzo Pebre           | Acrobata                       |
| Amedeo Abbate        | Comico                         |
| Giulia Catena        | Bambina cantante e ventriloqua |
| Fabio Piacentini     | Cantante                       |
| Fresh 'N' Clean      | Crew                           |
| Tonino Cristiano     | Anziano batterista             |

I concorrenti sono stati divisi in 4 quartine e il pubblico da casa, tramite il Televoto, ha deciso il migliore di ognuna, che passa alla fase successiva; questo l'esito:

### Primo gruppo
| Posizione | Nome artista      | Genere                        | % Televoto |
| --------- | ----------------- | ----------------------------- | ---------- |
| 1ª        | Giulia Catena     | Bambina cantante e vetriloqua | 37%        |
| 2ª        | Messoudi Brothers | Giocolieri e spogliarellisti  | 29%        |
| 3ª        | Duo Paradise      | Atleti di mano a mano         | 24%        |
| 4ª        | Showproject       | Ginnasti                      | 10%        |

### Secondo gruppo
| Posizione | Nome artista     | Genere                   | % Televoto |
| --------- | ---------------- | ------------------------ | ---------- |
| 1ª        | Samuele Palumbo  | Bambino violinista       | 55%        |
| 2ª        | Fresh 'N' Clean  | Crew                     | 27%        |
| 3ª        | Les French Twins | Illusionisti informatici | 11%        |
| 4ª        | Duo Vita         | Acrobati                 | 7%         |

### Terzo gruppo
| Posizione | Nome artista         | Genere             | % Televoto |
| --------- | -------------------- | ------------------ | ---------- |
| 1ª        | Amedeo Abbate        | Comico             | 37%        |
| 2ª        | Duo Just Two Men     | Acrobati           | 24%        |
| 2ª        | Mistery of Gentlemen | Acrobati           | 20%        |
| 4ª        | Tonino Cristiano     | Anziano batterista | 19%        |

Duo Arthur e Esmir 

### Quarto gruppo
| Posizione | Nome artista       | Genere                | % Televoto |
| --------- | ------------------ | --------------------- | ---------- |
| 1ª        | Fabio Piacentini   | Cantante              | 30%        |
| 2ª        | Enzo Weyne         | Illusionista          | 25%        |
| 3ª        | Ramadhani Brothers | Atleti di mano a mano | 23%        |
| 4ª        | Enzo Pebre         | Acrobata              | 22%        |

### Televoto finale
Alla fine della puntata il pubblico, sempre tramite il televoto, ha rivotato i 4 migliori concorrenti, stilando la seguente classifica:
| Posizione | Nome artista     | Genere                         | % Televoto |
| --------- | ---------------- | ------------------------------ | ---------- |
| 1ª        | Samuele Palumbo  | Bambino violinista             | 45%        |
| 2ª        | Amedeo Abbate    | Comico                         | 21%        |
| 3ª        | Giulia Catena    | Bambina cantante e ventriloqua | 20%        |
| 4ª        | Fabio Piacentini | Cantante                       | 14%        |

- Quindi il vincitore della decima edizione di Tú sí que vales è il piccolo Samuele Palumbo, seguito al secondo posto da Amedeo Abbate; medaglia di bronzo per Giulia Catena.

## Classifica finale
| Posizione | Nome artista         | Genere                         |
| --------- | -------------------- | ------------------------------ |
| 1ª        | Samuele Palumbo      | Bambino violinista             |
| 2ª        | Amedeo Abbate        | Comico                         |
| 3ª        | Giulia Catena        | Bambina cantante e ventriloqua |
| 4ª        | Fabio Piacentini     | Cantante                       |
| 5ª        | Messoudi Brothers    | Giocolieri e spogliarellisti   |
| 5ª        | Fresh 'N' Clean      | Crew                           |
| 5ª        | Duo Just Two Men     | Acrobati                       |
| 5ª        | Enzo Weyne           | Illusionista                   |
| 9ª        | Duo Paradise         | Atleti di mano a mano          |
| 9ª        | Les French Twins     | Illusionisti informatici       |
| 9ª        | Mistery of Gentlemen | Acrobati                       |
| 9ª        | Ramadhani Brothers   | Atleti di mano a mano          |
| 13ª       | Showproject          | Ginnasti                       |
| 13ª       | Duo Vita             | Acrobati                       |
| 13ª       | Tonino Cristiano     | Anziano batterista             |
| 13ª       | Enzo Pebre           | Acrobata                       |

## Scuderia Scotti
Anche in questa edizione all'interno del programma c'è la Scuderia Scotti. I concorrenti della Scuderia Scotti, dal discutibile talento, non partecipano alla competizione tradizionale di Tú sí que vales, bensì in un circuito apposito per loro. Come nell'edizione precedente, se il concorrente ottiene un solo vale e meno del 75% dei voti positivi dalla giuria popolare, può comunque passare il turno se Gerry Scotti supera una prova, chiamata la Super Prova di Gerry. Questi i concorrenti che fanno parte della Scuderia di quest'anno:
| Nome artista       | Genere                      |
| ------------------ | --------------------------- |
| Simone Cassano     | Ballerino                   |
| Salvatore Miraglia | Mangia ricci di mare interi |
| Massimo Cammarata  | Ballerino                   |
| Italo Arienti      | Anziano atleta              |
| Claudio Casolaro   | Cantante                    |
| Rocco Angelino     | Cantante                    |
| Pietro Failla      | Ballerino                   |

Sono stati poi scelti da Gerry i 6 migliori:
| Nome artista       | Genere                      |
| ------------------ | --------------------------- |
| Simone Cassano     | Ballerino                   |
| Salvatore Miraglia | Mangia ricci di mare interi |
| Massimo Cammarata  | Ballerino                   |
| Italo Arienti      | Anziano atleta              |
| Rocco Angelino     | Cantante                    |
| Pietro Failla      | Ballerino                   |

Semifinale
Al termine dell'ottava puntata c'è stata una selezione tra i talenti della Scuderia Scotti per accedere alla Finale:
| Primo sfidante     | % voto | Secondo sfidante  | % voto |
| ------------------ | ------ | ----------------- | ------ |
| Simone Cassano     | 15%    | Italo Arienti     | 85%    |
| Salvatore Miraglia | 49%    | Massimo Cammarata | 51%    |
| Pietro Failla      | 85%    | Rocco Angelino    | 15%    |

Finale
I 3 finalisti della Scuderia Scotti sono:
| Nome artista      | Genere         |
| ----------------- | -------------- |
| Massimo Cammarata | Ballerino      |
| Italo Arienti     | Anziano atleta |
| Pietro Failla     | Ballerino      |

Durante la Finale, i 3 concorrenti si sono esibiti per l'ultima volta e i giudici, Gerry escluso, hanno stabilito il vincitore. Questa la classifica finale:
| Posizione | Nome artista      | Genere         | Voti ricevuti |
| --------- | ----------------- | -------------- | ------------- |
| 1ª        | Pietro Failla     | Ballerino      | 2             |
| 2ª        | Italo Arienti     | Anziano atleta | 1             |
| 2ª        | Massimo Cammarata | Ballerino      | 1             |

- Quindi il vincitore della Scuderia Scotti è il cameriere ballerino Pietro Failla.

## Ascolti
| Puntata                    | Messa in onda     | Telespettatori | Share  | Ospiti                                                                               |
| -------------------------- | ----------------- | -------------- | ------ | ------------------------------------------------------------------------------------ |
| 1                          | 23 settembre 2023 | 4 191 000      | 31,04% | Associazione Albergo Etico                                                           |
| 2                          | 30 settembre 2023 | 3 904 000      | 30,30% | –                                                                                    |
| 3                          | 7 ottobre 2023    | 3 713 000      | 28,48% | –                                                                                    |
| 4                          | 14 ottobre 2023   | 3 940 000      | 29,72% | –                                                                                    |
| 5                          | 21 ottobre 2023   | 4 002 000      | 27,82% | Ambra Sabatini, Carlotta e Marco, Squadre operative di soccorso dei Vigili del fuoco |
| 6                          | 28 ottobre 2023   | 3 872 000      | 26,80% | –                                                                                    |
| 7                          | 4 novembre 2023   | 3 856 000      | 27,85% | Fabio Incorvaia                                                                      |
| Semifinale                 | 11 novembre 2023  | 3 904 000      | 27,92% | Gianpietro Ghidini (Associazione Ema Pesciolino Rosso)                               |
| Finale                     | 18 novembre 2023  | 3 980 000      | 28,15% | –                                                                                    |
| Media                      | Media             | 3 929 000      | 28,68% |                                                                                      |
| L'album di Tú sí que vales | 25 novembre 2023  | 2 231 000      | 17,22% | –                                                                                    |

- Nota 1: in termini di telespettatori, la puntata speciale risulta essere la meno vista dell'intero programma.
- Nota 2: in termini di share, la première di questa edizione è la più vista dell'intero programma.